# NGC 965

NGC 965

NGC 965 هي مجرة تتبع كوكبة قيطس. اكتشفها أورموند ستون في 1886.

## روابط خارجية
- NGC 965 على موقع ويكي سكاي: DSS2, SDSS, GALEX, IRAS, Hydrogen α, X-Ray, Astrophoto, Sky Map, Articles and images